# 녹색 경제
녹색 경제(Green economy)는 환경 위험과 생태적 희소성을 줄이는 것을 목표로 하고 환경을 훼손하지 않고 지속 가능한 발전을 목표로 하는 경제이다. 생태 경제학과 밀접한 관련이 있지만 정치적으로 적용되는 초점이 있다. 2011년 UNEP 녹색 경제 보고서는 "녹색 경제가 되려면 경제가 효율적일 뿐만 아니라 공정해야 한다. 공정성은 특히 저탄소 경제로의 정당한 전환을 보장하는 데 있어 글로벌 및 국가 수준의 형평성 차원을 인식하는 것을 의미한다. 자원 효율적이고 사회적으로 포용적이다."라고 언급한다.
이전 경제 체제와 구별되는 특징은 자연 자본과 생태 서비스를 경제적 가치가 있는 것으로 직접 평가하고(The Economics of Ecosystems and Biodiversity and Bank of Natural Capital 참조) 비용이 생태계를 통해 사회로 외부화되는 전체 비용 회계 체제이다. 자산에 피해를 주거나 방치한 주체를 확실하게 추적하고 부채로 회계 처리한다.
녹색 스티커와 에코라벨 관행은 환경 친화성과 지속 가능한 개발을 나타내는 소비자 대면 지표로 부상했다. 많은 산업이 세계화 경제에서 녹색 관행을 촉진하는 방법으로 이러한 표준을 채택하기 시작했다. 지속 가능성 기준이라고도 하는 이 기준은 구입한 제품이 환경과 제품을 만드는 사람에게 해를 끼치지 않도록 보장하는 특별한 규칙이다. 이러한 표준의 수는 최근 증가했으며 이제 새롭고 친환경적인 경제를 구축하는 데 도움이 될 수 있다. 그들은 임업, 농업, 광업 또는 어업과 같은 경제 부문에 중점을 둔다. 수원 및 생물 다양성 보호 또는 온실 가스 배출 감소와 같은 환경 요인에 집중한다. 사회적 보호 및 근로자의 권리를 지원한다. 생산 공정의 특정 부분에 집중한다.

## 같이 보기
- 생태자본주의
- 생태사회주의
- 체화 에너지
- 가상수
- 에너지 정책
- 환경경제학
- 환경 윤리학
- 그린워싱